# Lautaro Bazán Vélez
Lautaro Bazán Vélez (Córdoba, 24 de febrero de 1996) es un jugador argentino de rugby 7 integrante de la Selección de rugby 7 y de rugby XV integrando también Los Pumas, la Selección Argentina de rugby. Juega en la posición de medio scrum. Se inició en Club Universitario de Córdoba y en juveniles en Córdoba Athletic Club.
A fines del 2024, Bazan Velez renunció al Benetton, y decidió regresar a los Pumas 7s. En enero de 2024 empezó a entrenar con el equipo dirigido por Santiago Gómez Cora.

## Carrera

### Club
Bazán Vélez comenzó su carrera deportiva en Club Universitario Córdoba de la Unión Cordobesa de Rugby a los 5 años, después en Juveniles jugó para Córdoba Athletic. Su padre lo inició a él y a su hermano en el mundo de rugby.

### Internacional
Como miembro del equipo de los Pumas 7s, participó en los Juegos Olímpicos de la Juventud 2014.
Jugó en la Selección juvenil y Argentina XV.
En el 2018 participó en el Mundial de Seven en San Francisco, California. El equipo obtuvo el quinto puesto y Lautaro sumó 97 caps.
Fue parte del equipo que participó en los Juegos Panamericanos de 2019.

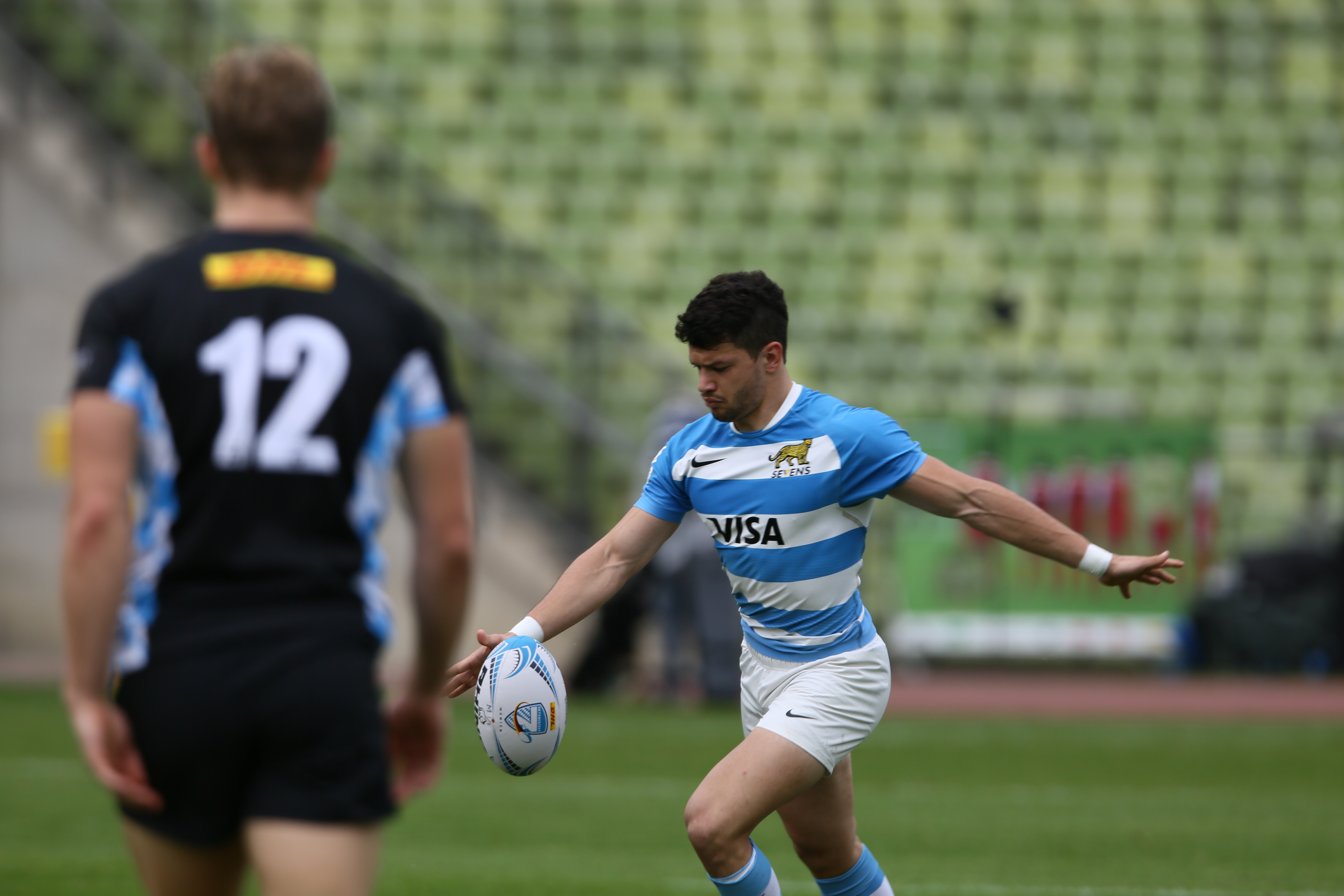
Bazán Vélez, Argentina vs. Alemania en el Oktoberfest 7s 2017

### Palmarés
- Medalla de plata en los Juegos Olímpicos de la Juventud 2014.[7]

- Medalla de oro en los Juegos Panamericanos de 2019.

- Medalla de bronce en los Juegos Olímpicos de Tokio 2020.[8]

## Estadísticas
| Juegos | Puntos anotados | Tries | Tarjetas amarillas | Tarjetas rojas | promedio por partido |
| ------ | --------------- | ----- | ------------------ | -------------- | -------------------- |
| 104    | 255             | 37    | 3                  | 0              | 2.45                 |